# Interlands Nigeriaans voetbalelftal 2020-2029
Deze pagina toont een chronologisch overzicht van de interlands die het Nigeriaans voetbalelftal speelt en heeft gespeeld in de periode 2020 – 2029.

## Interlands

### 2020
|                                                                  |         |                    |          | |
| 9 oktober Vriendschappelijk «onderlinge duels» 20:30 uur (UTC+2) | Nigeria | 0 – 1              | Algerije | Jacques Lemans Arena, Sankt Veit an der Glan Toeschouwers: 0 Scheidsrechter: Manuel Schüttengruber (AUT) |
| 9 oktober Vriendschappelijk «onderlinge duels» 20:30 uur (UTC+2) |         | 6' Rami Bensebaini |          | Jacques Lemans Arena, Sankt Veit an der Glan Toeschouwers: 0 Scheidsrechter: Manuel Schüttengruber (AUT) |

|                                                                   |                       |       |                    | |
| 13 oktober Vriendschappelijk «onderlinge duels» 19:30 uur (UTC+2) | Nigeria               | 1 – 1 | Tunesië            | Jacques Lemans Arena, Sankt Veit an der Glan Toeschouwers: 0 Scheidsrechter: Sebastian Gishamer (AUT) |
| 13 oktober Vriendschappelijk «onderlinge duels» 19:30 uur (UTC+2) | Kelechi Iheanacho 21' |       | 44' Mohamed Dräger | Jacques Lemans Arena, Sankt Veit an der Glan Toeschouwers: 0 Scheidsrechter: Sebastian Gishamer (AUT) |

|                                                                               |                                                                      |       |                                                                       |                                                                                             |
| 13 november AK 2021 kwalificatie Groep L «onderlinge duels» 17:00 uur (UTC+1) | Nigeria                                                              | 4 – 4 | Sierra Leone                                                          | Samuel Ogbemudiastadion, Benin City Toeschouwers: 0 Scheidsrechter: Gilbert Cheruiyot (KEN) |
| 13 november AK 2021 kwalificatie Groep L «onderlinge duels» 17:00 uur (UTC+1) | Alex Iwobi 4' Victor Osimhen 21' Alex Iwobi 27' Samuel Chukwueze 29' |       | 41' Kwame Quee 72' Alhaji Kamara 80' Mustapha Bundu 86' Alhaji Kamara | Samuel Ogbemudiastadion, Benin City Toeschouwers: 0 Scheidsrechter: Gilbert Cheruiyot (KEN) |

|                                                                             |              |       |         |                                                                                     |
| 17 november AK 2021 kwalificatie Groep L «onderlinge duels» 16:00 uur (UTC) | Sierra Leone | 0 – 0 | Nigeria | Nationaal Stadion, Freetown Toeschouwers: 0 Scheidsrechter: Mehdi Abid Charef (ALG) |
| 17 november AK 2021 kwalificatie Groep L «onderlinge duels» 16:00 uur (UTC) |              |       |         | Nationaal Stadion, Freetown Toeschouwers: 0 Scheidsrechter: Mehdi Abid Charef (ALG) |

### 2021
|                                                                            |       |                    |         |                                                                                          |
| 27 maart AK 2021 kwalificatie Groep L «onderlinge duels» 17:00 uur (UTC+1) | Benin | 0 – 1              | Nigeria | Stade Charles de Gaulle, Porto-Novo Toeschouwers: 0 Scheidsrechter: Redouane Jiyed (MAR) |
| 27 maart AK 2021 kwalificatie Groep L «onderlinge duels» 17:00 uur (UTC+1) |       | 90+3' Paul Onuachu |         | Stade Charles de Gaulle, Porto-Novo Toeschouwers: 0 Scheidsrechter: Redouane Jiyed (MAR) |

|                                                                            |                                                     |       |         |                                                                                    |
| 30 maart AK 2021 kwalificatie Groep L «onderlinge duels» 17:00 uur (UTC+1) | Nigeria                                             | 3 – 0 | Lesotho | Teslim Balogunstadion, Lagos Toeschouwers: 0 Scheidsrechter: Fabricio Duarte (CPV) |
| 30 maart AK 2021 kwalificatie Groep L «onderlinge duels» 17:00 uur (UTC+1) | Victor Osimhen 23' Peter Etebo 50' Paul Onuachu 83' |       |         | Teslim Balogunstadion, Lagos Toeschouwers: 0 Scheidsrechter: Fabricio Duarte (CPV) |

|                                                               |         |                                |          |                                                                                               |
| 4 juni Vriendschappelijk «onderlinge duels» 21:30 uur (UTC+2) | Nigeria | 0 – 1                          | Kameroen | Stadion Wiener Neustadt, Wiener Neustadt Toeschouwers: 0 Scheidsrechter: Harald Lechner (AUT) |
| 4 juni Vriendschappelijk «onderlinge duels» 21:30 uur (UTC+2) |         | 37' André-Frank Zambo Anguissa |          | Stadion Wiener Neustadt, Wiener Neustadt Toeschouwers: 0 Scheidsrechter: Harald Lechner (AUT) |

|                                                               |          |       |         | |
| 8 juni Vriendschappelijk «onderlinge duels» 18:00 uur (UTC+2) | Kameroen | 0 – 0 | Nigeria | Stadion Wiener Neustadt, Wiener Neustadt Toeschouwers: 0 Scheidsrechter: Manuel Schüttengruber (AUT) |
| 8 juni Vriendschappelijk «onderlinge duels» 18:00 uur (UTC+2) |          |       |         | Stadion Wiener Neustadt, Wiener Neustadt Toeschouwers: 0 Scheidsrechter: Manuel Schüttengruber (AUT) |

|                                                               |                                                                                    |       |         | |
| 3 juli Vriendschappelijk «onderlinge duels» 20:00 uur (UTC−7) | Mexico                                                                             | 4 – 0 | Nigeria | Los Angeles Memorial Coliseum, Los Angeles Toeschouwers: 53.258 Scheidsrechter: Oliver Vergara (PAN) |
| 3 juli Vriendschappelijk «onderlinge duels» 20:00 uur (UTC−7) | Héctor Herrera 2' Rogelio Funes Mori 4' Héctor Herrera 52' Jonathan dos Santos 78' |       |         | Los Angeles Memorial Coliseum, Los Angeles Toeschouwers: 53.258 Scheidsrechter: Oliver Vergara (PAN) |

|                                                                               |                                             |       |         |                                                                                                 |
| 3 september WK 2022 kwalificatie Groep C «onderlinge duels» 17:00 uur (UTC+1) | Nigeria                                     | 2 – 0 | Liberia | Teslim Balogunstadion, Lagos Toeschouwers: 5.000 Scheidsrechter: Kouassi Attisso Attiogbe (TOG) |
| 3 september WK 2022 kwalificatie Groep C «onderlinge duels» 17:00 uur (UTC+1) | Kelechi Iheanacho 22' Kelechi Iheanacho 44' |       |         | Teslim Balogunstadion, Lagos Toeschouwers: 5.000 Scheidsrechter: Kouassi Attisso Attiogbe (TOG) |

|                                                                               |                   |       |                                                  |                                                                                               |
| 7 september WK 2022 kwalificatie Groep C «onderlinge duels» 15:00 uur (UTC−1) | Kaapverdië        | 1 – 2 | Nigeria                                          | Estádio Municipal Aderito Sena, Mindelo Toeschouwers: 500 Scheidsrechter: Samir Guezzaz (MAR) |
| 7 september WK 2022 kwalificatie Groep C «onderlinge duels» 15:00 uur (UTC−1) | Dylan Tavares 19' |       | 30' Victor Osimhen 76' (e.d.) Kenny Rocha Santos | Estádio Municipal Aderito Sena, Mindelo Toeschouwers: 500 Scheidsrechter: Samir Guezzaz (MAR) |

|                                                                             |         |                      |                               |                                                                                       |
| 7 oktober WK 2022 kwalificatie Groep C «onderlinge duels» 17:00 uur (UTC+1) | Nigeria | 0 – 1                | Centraal-Afrikaanse Republiek | Teslim Balogunstadion, Lagos Toeschouwers: 5.000 Scheidsrechter: Abdelaziz Bouh (MTN) |
| 7 oktober WK 2022 kwalificatie Groep C «onderlinge duels» 17:00 uur (UTC+1) |         | 90+1' Karl Namnganda |                               | Teslim Balogunstadion, Lagos Toeschouwers: 5.000 Scheidsrechter: Abdelaziz Bouh (MTN) |

|                                                                              |                               |                                       |         |                                                                                         |
| 10 oktober WK 2022 kwalificatie Groep C «onderlinge duels» 14:00 uur (UTC+1) | Centraal-Afrikaanse Republiek | 0 – 2                                 | Nigeria | Limbestadion, Limbe (Kameroen) Toeschouwers: 450 Scheidsrechter: Louis Hakizimana (RWA) |
| 10 oktober WK 2022 kwalificatie Groep C «onderlinge duels» 14:00 uur (UTC+1) |                               | 29' Leon Balogun 45+1' Victor Osimhen |         | Limbestadion, Limbe (Kameroen) Toeschouwers: 450 Scheidsrechter: Louis Hakizimana (RWA) |

|                                                                               |         |                                                   |         |                                                                                            |
| 13 november WK 2022 kwalificatie Groep C «onderlinge duels» 17:00 uur (UTC+1) | Liberia | 0 – 2                                             | Nigeria | Stade Ibn Batouta, Tanger (Marokko) Toeschouwers: 0 Scheidsrechter: Youssef Essrayri (TUN) |
| 13 november WK 2022 kwalificatie Groep C «onderlinge duels» 17:00 uur (UTC+1) |         | 15' (pen.) Victor Osimhen 90+4' (pen.) Ahmed Musa |         | Stade Ibn Batouta, Tanger (Marokko) Toeschouwers: 0 Scheidsrechter: Youssef Essrayri (TUN) |

|                                                                               |                   |       |            |                                                                                         |
| 16 november WK 2022 kwalificatie Groep C «onderlinge duels» 17:00 uur (UTC+1) | Nigeria           | 1 – 1 | Kaapverdië | Teslim Balogunstadion, Lagos Toeschouwers: 8.000 Scheidsrechter: Mustapha Ghorbal (ALG) |
| 16 november WK 2022 kwalificatie Groep C «onderlinge duels» 17:00 uur (UTC+1) | Victor Osimhen 1' |       | 5' Stopira | Teslim Balogunstadion, Lagos Toeschouwers: 8.000 Scheidsrechter: Mustapha Ghorbal (ALG) |

### 2022
| Afrikaans kampioenschap voetbal 2021 |
| ------------------------------------ |

|                                                                    |                       |       |        | |
| 11 januari Afrika Cup Groep D «onderlinge duels» 17:00 uur (UTC+1) | Nigeria               | 1 – 0 | Egypte | Roumdé Adjiastadion, Garoua Scheidsrechter: Bakary Gassama (GAM) Video-assistent: Bamlak Tessema (ETH) |
| 11 januari Afrika Cup Groep D «onderlinge duels» 17:00 uur (UTC+1) | Kelechi Iheanacho 30' |       |        | Roumdé Adjiastadion, Garoua Scheidsrechter: Bakary Gassama (GAM) Video-assistent: Bamlak Tessema (ETH) |

|                                                                    |                                                       |       |                            |                                                                                                   |
| 15 januari Afrika Cup Groep D «onderlinge duels» 17:00 uur (UTC+1) | Nigeria                                               | 3 – 1 | Soedan                     | Roumdé Adjiastadion, Garoua Scheidsrechter: Victor Gomes (ZAF) Video-assistent: Adil Zourak (MAR) |
| 15 januari Afrika Cup Groep D «onderlinge duels» 17:00 uur (UTC+1) | Samuel Chukwueze 3' Taiwo Awoniyi 45' Moses Simon 46' |       | 70' (pen.) Walieldin Khedr | Roumdé Adjiastadion, Garoua Scheidsrechter: Victor Gomes (ZAF) Video-assistent: Adil Zourak (MAR) |

|                                                                    |               |                                         |         | |
| 19 januari Afrika Cup Groep D «onderlinge duels» 20:00 uur (UTC+1) | Guinee-Bissau | 0 – 2                                   | Nigeria | Roumdé Adjiastadion, Garoua Scheidsrechter: Peter Waweru (KEN) Video-assistent: Bakary Gassama (GAM) |
| 19 januari Afrika Cup Groep D «onderlinge duels» 20:00 uur (UTC+1) |               | 56' Umar Sadiq 75' William Troost-Ekong |         | Roumdé Adjiastadion, Garoua Scheidsrechter: Peter Waweru (KEN) Video-assistent: Bakary Gassama (GAM) |

|                                                                           |         |                    |         | |
| 23 januari Afrika Cup Achtste finale «onderlinge duels» 20:00 uur (UTC+1) | Nigeria | 0 – 1              | Tunesië | Roumdé Adjiastadion, Garoua Scheidsrechter: Maguette Ndiaye (SEN) Video-assistent: Fernando Guerrero (MEX) |
| 23 januari Afrika Cup Achtste finale «onderlinge duels» 20:00 uur (UTC+1) |         | 47' Youssef Msakni |         | Roumdé Adjiastadion, Garoua Scheidsrechter: Maguette Ndiaye (SEN) Video-assistent: Fernando Guerrero (MEX) |

|  |  |  |  |  |  |  |  |  |

|                                                                           |       |       |         | |
| 25 maart WK 2022 kwalificatie Play-off «onderlinge duels» 19:30 uur (UTC) | Ghana | 0 – 0 | Nigeria | Baba Yarastadion, Kumasi Toeschouwers: 40.000 Scheidsrechter: Redouane Jiyed (MAR) Video-assistent: Kevin Blom (NED) |
| 25 maart WK 2022 kwalificatie Play-off «onderlinge duels» 19:30 uur (UTC) |       |       |         | Baba Yarastadion, Kumasi Toeschouwers: 40.000 Scheidsrechter: Redouane Jiyed (MAR) Video-assistent: Kevin Blom (NED) |

|                                                                             |                                 |       |                   | |
| 29 maart WK 2022 kwalificatie Play-off «onderlinge duels» 18:00 uur (UTC+1) | Nigeria                         | 1 – 1 | Ghana             | Abujastadion, Abuja Toeschouwers: 60.000 Scheidsrechter: Sadok Selmi (TUN) Video-assistent: Jérôme Brisard (FRA) |
| 29 maart WK 2022 kwalificatie Play-off «onderlinge duels» 18:00 uur (UTC+1) | William Troost-Ekong 22' (pen.) |       | 10' Thomas Partey | Abujastadion, Abuja Toeschouwers: 60.000 Scheidsrechter: Sadok Selmi (TUN) Video-assistent: Jérôme Brisard (FRA) |

|                                                               |                                                      |       |                    |                                                                                       |
| 28 mei Vriendschappelijk «onderlinge duels» 19:08 uur (UTC−5) | Mexico                                               | 2 – 1 | Nigeria            | AT&T Stadium, Arlington Toeschouwers: 56.872 Scheidsrechter: José Torres Rivera (PUR) |
| 28 mei Vriendschappelijk «onderlinge duels» 19:08 uur (UTC−5) | Santiago Giménez 12' William Troost-Ekong 56' (e.d.) |       | 54' Cyriel Dessers | AT&T Stadium, Arlington Toeschouwers: 56.872 Scheidsrechter: José Torres Rivera (PUR) |

|                                                               |                     |       |         |                                                                                     |
| 2 juni Vriendschappelijk «onderlinge duels» 19:30 uur (UTC−4) | Ecuador             | 1 – 0 | Nigeria | Red Bull Arena, Harrison Toeschouwers: 52.000 Scheidsrechter: Ricardo Montero (CRC) |
| 2 juni Vriendschappelijk «onderlinge duels» 19:30 uur (UTC−4) | Pervis Estupiñán 3' |       |         | Red Bull Arena, Harrison Toeschouwers: 52.000 Scheidsrechter: Ricardo Montero (CRC) |

|                                                                          |                                   |       |                     |                                                                                  |
| 9 juni AK 2023 kwalificatie Groep A «onderlinge duels» 17:00 uur (UTC+1) | Nigeria                           | 2 – 1 | Sierra Leone        | Abujastadion, Abuja Toeschouwers: 0 Scheidsrechter: Ibrahim Kalilou Traore (CIV) |
| 9 juni AK 2023 kwalificatie Groep A «onderlinge duels» 17:00 uur (UTC+1) | Alex Iwobi 16' Victor Osimhen 41' |       | 11' Jonathan Morsay | Abujastadion, Abuja Toeschouwers: 0 Scheidsrechter: Ibrahim Kalilou Traore (CIV) |

|                                                                           |                      | |         |                                                                 |
| 13 juni AK 2023 kwalificatie Groep A «onderlinge duels» 14:00 uur (UTC+1) | Sao Tomé en Principe | 0 – 10 | Nigeria | Stade Adrar, Agadir (Marokko) Scheidsrechter: Osiase Koto (LES) |
| 13 juni AK 2023 kwalificatie Groep A «onderlinge duels» 14:00 uur (UTC+1) |                      | 9' Victor Osimhen 28' Moses Simon 43' Terem Moffi 48' Victor Osimhen 55' Peter Etebo 60' Terem Moffi 63' Ademola Lookman 65' Victor Osimhen 84' Victor Osimhen 90+3' Emmanuel Dennis |         | Stade Adrar, Agadir (Marokko) Scheidsrechter: Osiase Koto (LES) |

|                                                                     |                                         |       |                |                                                                                 |
| 27 september Vriendschappelijk «onderlinge duels» 20:00 uur (UTC+1) | Algerije                                | 2 – 1 | Nigeria        | Olympisch Stadion, Oran Toeschouwers: 33.000 Scheidsrechter: Mehrez Malki (TUN) |
| 27 september Vriendschappelijk «onderlinge duels» 20:00 uur (UTC+1) | Riyad Mahrez 42' (pen.) Youcef Atal 61' |       | 9' Terem Moffi | Olympisch Stadion, Oran Toeschouwers: 33.000 Scheidsrechter: Mehrez Malki (TUN) |

|                                                                   |                                    |       |         |                                                                                                |
| 9 november Vriendschappelijk «onderlinge duels» 20:00 uur (UTC−6) | Costa Rica                         | 2 – 0 | Nigeria | Estadio Nacional, San José Toeschouwers: 35.000 Scheidsrechter: Fernando Hernández Gómez (MEX) |
| 9 november Vriendschappelijk «onderlinge duels» 20:00 uur (UTC−6) | Óscar Duarte 7' Kendall Waston 73' |       |         | Estadio Nacional, San José Toeschouwers: 35.000 Scheidsrechter: Fernando Hernández Gómez (MEX) |

|                                                                  |                                                                                |       |         | |
| 17 november Vriendschappelijk «onderlinge duels» 18:45 uur (UTC) | Portugal                                                                       | 4 – 0 | Nigeria | Estádio José Alvalade, Lissabon Toeschouwers: 43.621 Scheidsrechter: Chrysovalantis Theouli (CYP) Video-assistent: Demetris Solomou (CYP) |
| 17 november Vriendschappelijk «onderlinge duels» 18:45 uur (UTC) | Bruno Fernandes 9' Bruno Fernandes 35' (pen.) Gonçalo Ramos 82' João Mário 84' |       |         | Estádio José Alvalade, Lissabon Toeschouwers: 43.621 Scheidsrechter: Chrysovalantis Theouli (CYP) Video-assistent: Demetris Solomou (CYP) |

### 2023
|                                                                            |         |                |               |                                                            |
| 24 maart AK 2023 kwalificatie Groep A «onderlinge duels» 17:00 uur (UTC+1) | Nigeria | 0 – 1          | Guinee-Bissau | Abujastadion, Abuja Scheidsrechter: Mahmoud El Banna (EGY) |
| 24 maart AK 2023 kwalificatie Groep A «onderlinge duels» 17:00 uur (UTC+1) |         | 29' Mama Baldé |               | Abujastadion, Abuja Scheidsrechter: Mahmoud El Banna (EGY) |

|                                                                          |               |                        |         |                                                                    |
| 27 maart AK 2023 kwalificatie Groep A «onderlinge duels» 16:00 uur (UTC) | Guinee-Bissau | 0 – 1                  | Nigeria | Estádio 24 de Setembro, Bissau Scheidsrechter: Samir Guezzaz (MAR) |
| 27 maart AK 2023 kwalificatie Groep A «onderlinge duels» 16:00 uur (UTC) |               | 30' (pen.) Moses Simon |         | Estádio 24 de Setembro, Bissau Scheidsrechter: Samir Guezzaz (MAR) |

|                                                                         |                                        |       |                                                               |                                                                                         |
| 18 juni AK 2023 kwalificatie Groep A «onderlinge duels» 16:00 uur (UTC) | Sierra Leone                           | 2 – 3 | Nigeria                                                       | Samuel Kanyon Doe Sportcomplex, Monrovia (Liberia) Scheidsrechter: Mahmood Ismail (SUD) |
| 18 juni AK 2023 kwalificatie Groep A «onderlinge duels» 16:00 uur (UTC) | Mustapha Bundu 41' Augustus Kargbo 84' |       | 19' Victor Osimhen 32' Victor Osimhen 90+5' Kelechi Iheanacho | Samuel Kanyon Doe Sportcomplex, Monrovia (Liberia) Scheidsrechter: Mahmood Ismail (SUD) |

|                                                                                | |       |                      |                                                                                     |
| 10 september AK 2023 kwalificatie Groep A «onderlinge duels» 17:00 uur (UTC+1) | Nigeria | 6 – 0 | Sao Tomé en Principe | Godswill Akpabio Internationaal Stadion, Uyo Scheidsrechter: Lahlou Benbraham (ALG) |
| 10 september AK 2023 kwalificatie Groep A «onderlinge duels» 17:00 uur (UTC+1) | Victor Osimhen 13' Ademola Lookman 27' Taiwo Awoniyi 51' Victor Osimhen 69' (pen.) Victor Osimhen 79' Samuel Chukwueze 84' |       |                      | Godswill Akpabio Internationaal Stadion, Uyo Scheidsrechter: Lahlou Benbraham (ALG) |

|                                                                   |                                          |       |                                                    | |
| 13 oktober Vriendschappelijk «onderlinge duels» 18:00 uur (UTC+1) | Saoedi-Arabië                            | 2 – 2 | Nigeria                                            | Estádio Municipal, Portimão Toeschouwers: 200 Scheidsrechter: Luís Godinho (POR) Video-assistent: Hélder Carvalho (POR) |
| 13 oktober Vriendschappelijk «onderlinge duels» 18:00 uur (UTC+1) | Salman Al-Faraj 60' Mohamed Kanno 90+10' |       | 73' (e.d.) Abdulelah Al-Amri 81' Kelechi Iheanacho | Estádio Municipal, Portimão Toeschouwers: 200 Scheidsrechter: Luís Godinho (POR) Video-assistent: Hélder Carvalho (POR) |

|                                                                   |                                  |       |                                                           |                                                                                     |
| 16 oktober Vriendschappelijk «onderlinge duels» 16:00 uur (UTC+1) | Mozambique                       | 2 – 3 | Nigeria                                                   | Estádio Municipal, Albufeira Toeschouwers: 97 Scheidsrechter: Miguel Noguiera (POR) |
| 16 oktober Vriendschappelijk «onderlinge duels» 16:00 uur (UTC+1) | Geny Catamo 6' Faisal Bangal 55' |       | 19' Terem Moffi 30' Frank Onyeka 45+3' (pen.) Moses Simon | Estádio Municipal, Albufeira Toeschouwers: 97 Scheidsrechter: Miguel Noguiera (POR) |

|                                                                               |                |       |                        |                                                                                 |
| 16 november WK 2026 kwalificatie Groep C «onderlinge duels» 17:00 uur (UTC+1) | Nigeria        | 1 – 1 | Lesotho                | Godswill Akpabio Internationaal Stadion, Uyo Scheidsrechter: Mehrez Malki (TUN) |
| 16 november WK 2026 kwalificatie Groep C «onderlinge duels» 17:00 uur (UTC+1) | Semi Ajayi 67' |       | 56' Motlomelo Mkwanazi | Godswill Akpabio Internationaal Stadion, Uyo Scheidsrechter: Mehrez Malki (TUN) |

|                                                                               |                   |       |                       |                                                                                             |
| 19 november WK 2026 kwalificatie Groep C «onderlinge duels» 15:00 uur (UTC+2) | Zimbabwe          | 1 – 1 | Nigeria               | Stade Huye, Butare (Rwanda) Toeschouwers: 2.876 Scheidsrechter: Souleiman Ahmed Djama (DJI) |
| 19 november WK 2026 kwalificatie Groep C «onderlinge duels» 15:00 uur (UTC+2) | Walter Musona 26' |       | 67' Kelechi Iheanacho | Stade Huye, Butare (Rwanda) Toeschouwers: 2.876 Scheidsrechter: Souleiman Ahmed Djama (DJI) |

### 2024
|                                                                  |                                      |       |         |                                                                                     |
| 8 januari Vriendschappelijk «onderlinge duels» 16:00 uur (UTC+4) | Guinee                               | 2 – 0 | Nigeria | Baniyasstadion, Abu Dhabi Toeschouwers: 0 Scheidsrechter: Mohamed Al Harmoodi (VAE) |
| 8 januari Vriendschappelijk «onderlinge duels» 16:00 uur (UTC+4) | Aguibou Camara 15' Facinet Conte 65' |       |         | Baniyasstadion, Abu Dhabi Toeschouwers: 0 Scheidsrechter: Mohamed Al Harmoodi (VAE) |

| Afrikaans kampioenschap voetbal 2023 |
| ------------------------------------ |

|                                                                  |                    |       |                    | |
| 14 januari Afrika Cup Groep A «onderlinge duels» 14:00 uur (UTC) | Nigeria            | 1 – 1 | Equatoriaal-Guinea | Stade olympique Alassane Ouattara, Abidjan Toeschouwers: 8.500 Scheidsrechter: Abongile Tom (ZAF) Video-assistent: Lahlou Benbraham (ALG) |
| 14 januari Afrika Cup Groep A «onderlinge duels» 14:00 uur (UTC) | Victor Osimhen 38' |       | 36' Iban Salvador  | Stade olympique Alassane Ouattara, Abidjan Toeschouwers: 8.500 Scheidsrechter: Abongile Tom (ZAF) Video-assistent: Lahlou Benbraham (ALG) |

|                                                                  |           |                                 |         | |
| 18 januari Afrika Cup Groep A «onderlinge duels» 17:00 uur (UTC) | Ivoorkust | 0 – 1                           | Nigeria | Stade olympique Alassane Ouattara, Abidjan Toeschouwers: 49.517 Scheidsrechter: Mustapha Ghorbal (ALG) Video-assistent: Lahlou Benbraham (ALG) |
| 18 januari Afrika Cup Groep A «onderlinge duels» 17:00 uur (UTC) |           | 55' (pen.) William Troost-Ekong |         | Stade olympique Alassane Ouattara, Abidjan Toeschouwers: 49.517 Scheidsrechter: Mustapha Ghorbal (ALG) Video-assistent: Lahlou Benbraham (ALG) |

|                                                                  |               |                         |         | |
| 22 januari Afrika Cup Groep A «onderlinge duels» 17:00 uur (UTC) | Guinee-Bissau | 0 – 1                   | Nigeria | Stade Félix Houphouët-Boigny, Abidjan Toeschouwers: 15.650 Scheidsrechter: Bouchra Karboubi (MAR) Video-assistent: Redouane Jiyed (MAR) |
| 22 januari Afrika Cup Groep A «onderlinge duels» 17:00 uur (UTC) |               | 36' (e.d.) Opa Sanganté |         | Stade Félix Houphouët-Boigny, Abidjan Toeschouwers: 15.650 Scheidsrechter: Bouchra Karboubi (MAR) Video-assistent: Redouane Jiyed (MAR) |

|                                                                         |                                         |       |          | |
| 27 januari Afrika Cup Achtste finale «onderlinge duels» 20:00 uur (UTC) | Nigeria                                 | 2 – 0 | Kameroen | Stade Félix Houphouët-Boigny, Abidjan Toeschouwers: 22.085 Scheidsrechter: Redouane Jiyed (MAR) Video-assistent: Samir Guezzaz (MAR) |
| 27 januari Afrika Cup Achtste finale «onderlinge duels» 20:00 uur (UTC) | Ademola Lookman 36' Ademola Lookman 90' |       |          | Stade Félix Houphouët-Boigny, Abidjan Toeschouwers: 22.085 Scheidsrechter: Redouane Jiyed (MAR) Video-assistent: Samir Guezzaz (MAR) |

|                                                                      |                     |       |        | |
| 2 februari Afrika Cup Kwartfinale «onderlinge duels» 17:00 uur (UTC) | Nigeria             | 1 – 0 | Angola | Stade Félix Houphouët-Boigny, Abidjan Toeschouwers: 18.757 Scheidsrechter: Issa Sy (SEN) Video-assistent: Dahane Beida (MTN) |
| 2 februari Afrika Cup Kwartfinale «onderlinge duels» 17:00 uur (UTC) | Ademola Lookman 41' |       |        | Stade Félix Houphouët-Boigny, Abidjan Toeschouwers: 18.757 Scheidsrechter: Issa Sy (SEN) Video-assistent: Dahane Beida (MTN) |

|                                                                       |                                                                            |              |                                                                 | |
| 7 februari Afrika Cup Halve finale «onderlinge duels» 17:00 uur (UTC) | Nigeria                                                                    | 1 – 1 (n.v.) | Zuid-Afrika                                                     | Stade Bouaké, Bouaké Toeschouwers: 31.227 Scheidsrechter: Amin Omar (EGY) Video-assistent: Lahlou Benbraham (ALG) |
| 7 februari Afrika Cup Halve finale «onderlinge duels» 17:00 uur (UTC) | William Troost-Ekong 67' (pen.)                                            |              | 90' (pen.) Teboho Mokoena                                       | Stade Bouaké, Bouaké Toeschouwers: 31.227 Scheidsrechter: Amin Omar (EGY) Video-assistent: Lahlou Benbraham (ALG) |
| 7 februari Afrika Cup Halve finale «onderlinge duels» 17:00 uur (UTC) | Strafschoppen                                                              |              |                                                                 | Stade Bouaké, Bouaké Toeschouwers: 31.227 Scheidsrechter: Amin Omar (EGY) Video-assistent: Lahlou Benbraham (ALG) |
| 7 februari Afrika Cup Halve finale «onderlinge duels» 17:00 uur (UTC) | Terem Moffi Kenneth Omeruo Ola Aina William Troost-Ekong Kelechi Iheanacho | 4 – 2        | Teboho Mokoena Mihlali Mayambela Evidence Makgopa Mothobi Mvala | Stade Bouaké, Bouaké Toeschouwers: 31.227 Scheidsrechter: Amin Omar (EGY) Video-assistent: Lahlou Benbraham (ALG) |

|                                                                  |                          |       |                                        | |
| 11 februari Afrika Cup Finale «onderlinge duels» 20:00 uur (UTC) | Nigeria                  | 1 – 2 | Ivoorkust                              | Stade olympique Alassane Ouattara, Abidjan Toeschouwers: 57.094 Scheidsrechter: Dahane Beida (MTN) Video-assistent: Mohamed Ashour (EGY) |
| 11 februari Afrika Cup Finale «onderlinge duels» 20:00 uur (UTC) | William Troost-Ekong 38' |       | 62' Franck Kessié 81' Sébastien Haller | Stade olympique Alassane Ouattara, Abidjan Toeschouwers: 57.094 Scheidsrechter: Dahane Beida (MTN) Video-assistent: Mohamed Ashour (EGY) |

|  |  |  |  |  |  |  |  |  |

|                                                               |                                               |       |                          |                                                                                      |
| 22 maart Vriendschappelijk «onderlinge duels» 16:00 uur (UTC) | Nigeria                                       | 2 – 1 | Ghana                    | Stade de Marrakech, Marrakesh Toeschouwers: 350 Scheidsrechter: Redouane Jiyed (MAR) |
| 22 maart Vriendschappelijk «onderlinge duels» 16:00 uur (UTC) | Cyriel Dessers 38' (pen.) Ademola Lookman 84' |       | 90+5' (pen.) Jordan Ayew | Stade de Marrakech, Marrakesh Toeschouwers: 350 Scheidsrechter: Redouane Jiyed (MAR) |

|                                                               |         |                                       |      |                                                                                     |
| 26 maart Vriendschappelijk «onderlinge duels» 20:00 uur (UTC) | Nigeria | 0 – 2                                 | Mali | Stade de Marrakech, Marrakesh Toeschouwers: 370 Scheidsrechter: Samir Guezzaz (MAR) |
| 26 maart Vriendschappelijk «onderlinge duels» 20:00 uur (UTC) |         | 18' El Bilal Touré 87' Kamory Doumbia |      | Stade de Marrakech, Marrakesh Toeschouwers: 370 Scheidsrechter: Samir Guezzaz (MAR) |

|                                                                          |                         |       |                  |                                                                                          |
| 7 juni WK 2026 kwalificatie Groep C «onderlinge duels» 20:00 uur (UTC+1) | Nigeria                 | 1 – 1 | Zuid-Afrika      | Godswill Akpabio Internationaal Stadion, Uyo Scheidsrechter: Alhadi Allaou Mahamat (TCD) |
| 7 juni WK 2026 kwalificatie Groep C «onderlinge duels» 20:00 uur (UTC+1) | Fisayo Dele-Bashiru 46' |       | 29' Themba Zwane | Godswill Akpabio Internationaal Stadion, Uyo Scheidsrechter: Alhadi Allaou Mahamat (TCD) |

|                                                                         |                                     |       |                      | |
| 10 juni WK 2026 kwalificatie Groep C «onderlinge duels» 16:00 uur (UTC) | Benin                               | 2 – 1 | Nigeria              | Stade Félix Houphouët-Boigny, Abidjan (Ivoorkust) Toeschouwers: 9.000 Scheidsrechter: Pierre Atcho (GAB) |
| 10 juni WK 2026 kwalificatie Groep C «onderlinge duels» 16:00 uur (UTC) | Jodel Dossou 37' Steve Mounié 45+3' |       | 27' Raphael Onyedika | Stade Félix Houphouët-Boigny, Abidjan (Ivoorkust) Toeschouwers: 9.000 Scheidsrechter: Pierre Atcho (GAB) |

|                                                                               |                                                              |       |       |                                                                                          |
| 7 september AK 2025 kwalificatie Groep D «onderlinge duels» 17:00 uur (UTC+1) | Nigeria                                                      | 3 – 0 | Benin | Godswill Akpabio Internationaal Stadion, Uyo Scheidsrechter: Alamin Alhadi Mohamed (SUD) |
| 7 september AK 2025 kwalificatie Groep D «onderlinge duels» 17:00 uur (UTC+1) | Ademola Lookman 45+2' Victor Osimhen 78' Ademola Lookman 83' |       |       | Godswill Akpabio Internationaal Stadion, Uyo Scheidsrechter: Alamin Alhadi Mohamed (SUD) |

|                                                                                |        |       |         |                                                          |
| 10 september AK 2025 kwalificatie Groep D «onderlinge duels» 15:00 uur (UTC+2) | Rwanda | 0 – 0 | Nigeria | Amahorostadion, Kigali Scheidsrechter: Karim Sabry (MAR) |
| 10 september AK 2025 kwalificatie Groep D «onderlinge duels» 15:00 uur (UTC+2) |        |       |         | Amahorostadion, Kigali Scheidsrechter: Karim Sabry (MAR) |

|                                                                              |                         |       |       |                                                                                        |
| 11 oktober AK 2025 kwalificatie Groep D «onderlinge duels» 17:00 uur (UTC+1) | Nigeria                 | 1 – 0 | Libië | Godswill Akpabio Internationaal Stadion, Uyo Scheidsrechter: Godfrey Nkhakananga (MAW) |
| 11 oktober AK 2025 kwalificatie Groep D «onderlinge duels» 17:00 uur (UTC+1) | Fisayo Dele-Bashiru 86' |       |       | Godswill Akpabio Internationaal Stadion, Uyo Scheidsrechter: Godfrey Nkhakananga (MAW) |

|                                                                              |       |                  |         |                                                                    |
| 15 oktober AK 2025 kwalificatie Groep D «onderlinge duels» 21:00 uur (UTC+2) | Libië | 0 – 3 r Afgelast | Nigeria | Benina Martyrsstadion, Benghazi Scheidsrechter: Lenine Rocha (CPV) |
| 15 oktober AK 2025 kwalificatie Groep D «onderlinge duels» 21:00 uur (UTC+2) |       |                  |         | Benina Martyrsstadion, Benghazi Scheidsrechter: Lenine Rocha (CPV) |

|                                                                             |                    |       |                    |                                                                                 |
| 14 november AK 2025 kwalificatie Groep D «onderlinge duels» 18:00 uur (UTC) | Benin              | 1 – 1 | Nigeria            | Stade Félix Houphouët-Boigny, Abidjan (Ivoorkust) Scheidsrechter: Issa Sy (SEN) |
| 14 november AK 2025 kwalificatie Groep D «onderlinge duels» 18:00 uur (UTC) | Mohamed Tijani 16' |       | 81' Victor Osimhen | Stade Félix Houphouët-Boigny, Abidjan (Ivoorkust) Scheidsrechter: Issa Sy (SEN) |

|                                                                               |                      |       |                                       |                                                                                  |
| 18 november AK 2025 kwalificatie Groep D «onderlinge duels» 16:00 uur (UTC+1) | Nigeria              | 1 – 2 | Rwanda                                | Godswill Akpabio Internationaal Stadion, Uyo Scheidsrechter: Samir Guezzaz (MAR) |
| 18 november AK 2025 kwalificatie Groep D «onderlinge duels» 16:00 uur (UTC+1) | Samuel Chukwueze 59' |       | 72' Ange Mutsinzi 75' Innocent Nshuti | Godswill Akpabio Internationaal Stadion, Uyo Scheidsrechter: Samir Guezzaz (MAR) |

NFA · A-internationals · Selecties · Bondscoaches · Statistieken · Nigeriaans vrouwenelftal · Olympisch elftal · Nigeria U21 · Nigeria U20 · Nigeria U19 · Nigeria U18 · Nigeria U17
1950 – 1959 · 
1960 – 1969 · 
1970 – 1979 · 
1980 – 1989 · 
1990 – 1999 · 
2000 – 2009 · 
2010 – 2019 ·
2020 − 2029
CC 1995 · 
CC 2013
WK 1994 · 
WK 1998 · 
WK 2002 · 
WK 2010 · 
WK 2014 · 
WK 2018
OS 1968 · 
OS 1980 · 
OS 1988 · 
OS 1996 · 
OS 2000 · 
OS 2008 · 
OS 2016
1949 · 
1950 · 1951 · 1952 · 1953 · 1954 · 
1955 · 
1956 · 
1957 · 
1958 · 
1959 · 
1960 · 
1961 · 
1962 · 
1963 · 
1964 · 
1965 · 
1966 · 
1967 · 
1968 · 
1969 · 
1970 · 
1971 · 
1972 · 
1973 · 
1974 · 
1975 · 
1976 · 
1977 · 
1978 · 
1979 · 
1980 · 
1981 · 
1982 · 
1983 · 
1984 · 
1985 · 
1986 · 
1987 · 
1988 · 
1989 · 
1990 · 
1991 · 
1992 · 
1993 · 
1994 · 
1995 · 
1996 · 
1997 · 
1998 · 
1999 · 
2000 · 
2001 · 
2002 · 
2003 · 
2004 · 
2005 · 
2006 · 
2007 · 
2008 · 
2009 · 
2010 · 
2011 · 
2012 · 
2013 · 
2014 ·
2015 ·
2016 ·
2017 ·
2018 ·
2019 ·
2020 ·
2021 ·
2022
Algerije ·
Angola ·
Argentinië ·
Australië ·
Benin ·
Bosnië en Herzegovina ·
Botswana ·
Brazilië ·
Bulgarije ·
Burkina Faso ·
Burundi ·
Canada ·
Centraal-Afrikaanse Republiek ·
Colombia ·
Congo-Brazzaville ·
Congo-Kinshasa ·
Costa Rica ·
Denemarken ·
Duitsland ·
Ecuador ·
Egypte ·
Engeland ·
Equatoriaal-Guinea ·
Eritrea ·
Ethiopië ·
Frankrijk ·
Gabon ·
Gambia ·
Georgië ·
Ghana ·
Griekenland ·
Guinee ·
Guinee-Bissau ·
Ierland ·
IJsland ·
Indonesië ·
Iran ·
Italië ·
Ivoorkust ·
Jamaica ·
Japan ·
Joegoslavië ·
Jordanië ·
Kaapverdië · 
Kameroen ·
Kenia ·
Kroatië ·
Lesotho ·
Liberia ·
Libië ·
Luxemburg ·
Madagaskar ·
Malawi ·
Mali ·
Marokko ·
Mexico ·
Mozambique ·
Namibië ·
Nederland ·
Niger ·
Noord-Korea ·
Noord-Macedonië ·
Noorwegen ·
Oeganda ·
Oekraïne ·
Oezbekistan ·
Oostenrijk ·
Paraguay ·
Peru ·
Polen ·
Portugal ·
Roemenië ·
Rwanda ·
Saoedi-Arabië ·
Sao Tomé en Principe ·
Schotland ·
Senegal ·
Servië ·
Seychellen ·
Sierra Leone ·
Soedan ·
Spanje ·
Swaziland ·
Tahiti ·
Tanzania ·
Thailand ·
Togo ·
Tsjaad ·
Tsjechië ·
Tunesië ·
Uruguay ·
Venezuela ·
Verenigde Staten ·
Zambia ·
Zimbabwe ·
Zuid-Afrika ·
Zuid-Korea ·
Zweden ·
Zwitserland
Argentinië (2010) ·
Argentinië (2014) ·
Argentinië (2018) ·
Bosnië en Herzegovina (2014) ·
Burkina Faso (2013) ·
Frankrijk (2014) ·
Iran (2014) ·
IJsland (2018) ·
Kroatië (2018) ·
Zuid-Korea (2010)
CONMEBOL: Argentinië · Bolivia · Brazilië · Chili · Colombia · Ecuador · Paraguay · Peru · Uruguay · Venezuela

UEFA: Albanië · Andorra · Armenië · Azerbeidzjan · België · Bosnië en Herzegovina · Bulgarije · Cyprus · Denemarken · Duitsland · Engeland · Estland · Faeröer · Finland · Frankrijk · Georgië · Gibraltar · Griekenland · Hongarije · IJsland · Ierland · Israël · Italië · Kazachstan · Kosovo · Kroatië · Letland · Liechtenstein · Litouwen · Luxemburg · Malta · Moldavië · Montenegro · Nederland · Noord-Ierland · Noord-Macedonië · Noorwegen · Oekraïne · Oostenrijk · Polen · Portugal · Roemenië · Rusland · San Marino · Schotland · Servië · Slovenië · Slowakije · Spanje · Tsjechië · Turkije · Wales · Wit-Rusland · Zweden · Zwitserland

AFC: Australië · China · Irak · Iran · Japan · Libanon · Oezbekistan · Oman · Qatar · Saoedi-Arabië · Syrië · Verenigde Arabische Emiraten · Vietnam · Zuid-Korea

CAF: Algerije · Burkina Faso · Congo-Kinshasa · Egypte · Ghana · Ivoorkust · Kaapverdië · Kameroen · Mali · Marokko · Nigeria · Senegal · Tunesië · Zuid-Afrika

CONCACAF: Canada · Costa Rica · Curaçao · El Salvador · Honduras · Jamaica · Mexico · Panama · Suriname · Verenigde Staten

OFC: Nieuw-Zeeland